# Полковий устрій Гетьманщини
У XVII–XVIII століттях більшість земель сучасної центральної і східної України входили до складу мілітарізованої держави під назвою Військо Запорозьке (згодом також відомої як Гетьманщина), адміністративно-територіальними та військовими одиницями якої були сотні, що складали козацькі полки.

## Історія

### Річ Посполита
Як організоване військо козацтво сформувалося з кінця XVI ст. та його чисельність не була сталою й залежала від стратегічних завдань тієї чи іншої кампанії. На відносно регулярній основі у королівському війську перебувало: 1568—1575 — 300 (варта «Низових козаків» Бадовського у складі війська Юрія Язловецького), 1579—1582 — 500 (під проводом Оришовського для участі у Лівонській війні), в 1580-х рр. — 600, в 1590—1591 р. — 1000 козаків. Втім загалом, через нерегулярність грошових виплат та забезпечення з боку уряду, постійним регулярним формуванням того часу козацтво так і не стало.
Початком офіційно — реєстрового полкового устрою в Україні стало підписання Куруківської угоди 27 жовтня 1625 року, що була укладена коронним гетьманом Станіславом Конецпольським і козацькою делегацією на чолі з кошовим отаманом Війська Запорозького Михайлом Дорошенком під час повстання Марка Жмайла. За угодою загальна чисельність козацького реєстрового війська мала складати 6 тис. чоловік, з котрих тисяча (або більше, на розсуд старшини) мала перебувати на Запоріжжі. Після складення реєстру військо було поділене на 6 полків) (за версією В. М. Заруби — 8):
1. Білоцерківський полк;
2. Канівський полк;
3. Корсунський полк;
4. Переяславський полк;
5. Черкаський полк;
6. Чигиринський полк.

1630 р., після Переяславської угоди, число реєстрових збільшено до 8 тис.; у 1635 р. зменшено до 7 тис.; у новій ординації 1638 р. залишено 6 тис., які в свою чергу мали поділ на сотні:
1. Білоцерківський полк — перша і друга Білоцерківські, Фастівська сотні;
2. Канівський полк — перша і друга Канівські, Стаяцька, Межигірська, Прохорівська, Клепачівська, Костенецька, Литвинецька та Пекарська сотні;
3. Корсунський полк — перша і друга Корсунські, Звенигородська, Стеблівська сотні;
4. Переяславський полк — перша і друга Переяславські, Яготинська, Лубенська, Богушківська, Кропивнянська, Іркліївська, Березанська, Биківська, Бориспільська, Миргородська сотні;
5. Черкаський полк — Черкаська, Березняківська, Золотоніська сотні;
6. Чигиринський полк — Чигиринські сотні.

Резиденція старшого (гетьмана) мала знаходитися у Корсуні. На цей час полки ще залишалися виключно військовими одиницями Речі Посполитої.

### Хмельниччина
Під час Визвольної війни 1648–1657 років під проводом Богдана Хмельницького були сформовані додаткові полки, що стали військовою опорою козацької держави. Їх чисельність змінювалась в залежності від тактичних завдань та стратегічних обставин. Окремі з них проіснували лише у період з початку повстання й до Зборівської угоди. Чисельність козацького війська в цей період досягла 360 тисяч чоловік.
| Козацькі полки на початку Визвольної війни |
| ------------------------------------------ |
| Брацлавське воєводство:                    |
| * Брацлавський полк                        |
| * Бузький полк                             |
| * Вінницький полк                          |
| * Животівський полк                        |
| * Кальницький полк                         |
| * Остропільський полк                      |
| * Торговицький полк                        |
| * Уманський полк                           |
| * Чечельницький полк                       |
| * Шаргородський полк                       |
| Київське воєводство:                       |
| * Білоцерківський полк                     |
| * Зіньківський полк                        |
| * Іркліївський полк                        |
| * Ічнянський полк                          |
| * Канівський полк                          |
| * Київський полк                           |
| * Корсунський полк                         |
| * Кропивнянський полк                      |
| * Лисянський полк                          |
| * Лубенський полк                          |
| * Миргородський полк                       |
| * Ніжинський полк                          |
| * Паволоцький полк                         |
| * Переяславський полк                      |
| * Полтавський полк                         |
| * Прилуцький полк                          |
| * Фастівський полк                         |
| * Черкаський полк                          |
| * Чигиринський полк                        |
| Чернігівське воєводство:                   |
| * Чернігівський полк                       |
| * Сосницький полк                          |
| * Борзнянський полк                        |
| Волинь:                                    |
| * Зв'ягельський полк                       |
| * Гощанський полк                          |
| * Любартівський полк                       |
| Подільське воєводство:                     |
| * Барський полк                            |
| * Миропільський полк                       |
| * Могилівський полк                        |
| * Подільський полк                         |
| * Подністровський полк                     |
| Полісся:                                   |
| * Овруцький полк                           |
| * Чорнобильський полк                      |
| * Іванківський полк                        |
| * Турівський полк                          |
| * Мозирський полк                          |
| * Брагинський полк                         |
| * Биховський полк                          |
| * Річицький полк                           |
| * Гомельський полк                         |
| Буковина:                                  |
| * Буковинський полк                        |
| Галичина:                                  |
| * Калуський полк                           |

Керівництво полками здійснювала полкова старшина на чолі з полковником, яку обирали на полковій раді. Полкова влада поширювалася не лише на козацтво, а й на все населення полків. Полки поділялися на сотні.
Кожні полк і сотня мали свою хоругву, що мала вигляд полотнища, переважно прямокутного, з держаком-хорогвищем, інколи з навершям у вигляді хреста або кулі. На знаменах різноманітного забарвлення зображувалися різноманітна геральдична символіка.

### 1649—1660
Зрештою після Зборівської баталії та послідуючого договору було складено реєстр Війська Запорозького котрий закріпив 16 полків козацького війська загальною кількістю 40 тис. чоловік, котрі розташовувались в межах Київського, Брацлавського та Чернігівського воєводств та загалом поділялися на 272 сотні. Усі інші полки було ліквідовано.
|  | Чигиринський полк    |  | Черкаський полк     |
|  | Канівський полк      |  | Корсунський полк    |
|  | Білоцерківський полк |  | Уманський полк      |
|  | Брацлавський полк    |  | Кальницький полк    |
|  | Київський полк       |  | Переяславський полк |
|  | Кропивнянський полк  |  | Миргородський полк  |
|  | Полтавський полк     |  | Прилуцький полк     |
|  | Ніжинський полк      |  | Чернігівський полк  |

1651 року з західних сотень Білоцерківського знов окремо виділився Паволоцький полк. 1650–1654 нетривалий час існували новостворені/поновлені Остерський (1650), Чечельницький (1650), Чорнобильський (1651) та Новгородський полки (1653–1654). Кальницький полк було реорганізовано у Вінницький, і він втратив кілька сотень на користь Паволоцького полку.
Після Переяслава згідно статей договору реєстр було збільшено до 60 тис. козаків. За рахунок цього створено Борзнянський полк (1654–1655).
У 1654-57 роках територія гетьманату розширюється за рахунок південних територій Литовського князівства — Берестейського, Мінського та Мстиславського та прикордонної смуги Волинського та Подільського воєводств. На їх території було поновлено Волинський та Подільський полки. Також були поновлені/сформовані додаткові під час походу корпусу Золотаренка — Білоруський, Турівський полк та інші. Втім Білоруські та Волинські території зрештою було втрачено — Хмельниченко остаточно здав їх Московії за Переяславськими статтями.

| Віднині не бути черкаським залогам у Білій Росії. Полковникам, сотникам і козакам у Білій Росії не називатися запорозькими козаками, а поки що належати до Ніжинського, Чернігівського і Київського полків. А хто називатиметься Запорозьким військом Білоруським, Старобихівським та Чаусовським, то тих висилати з їхніми пожитками в государеві черкаські міста. А хто не захоче йти в черкаські городи, то жити тим у тих місцях, але запорозькими козаками не називатися. А коли б хто почав називатися запорозькими козаками і піде до польського короля, то тих ловити й карати на горло. |
та Посполитій за Чуднівським договором відповідно.
Іван Виговський 1658-го року проводив реформу згідно котрої було ліквідовано Кропивнянський та відновлено Лубенський полки.
Тож станом на 13 січня 1659 року Військо Запорозьке складалося з 18 полків — до 16-ти реєстру 1649го додано Паволоцький та Подільський полки (як зазначено вище замість Кропивнянського існував Лубенський). 1659 року також були створені Седнівський та Остерський, але лише як військові одиниці, які було скасовано Юрієм Хмельницьким на початку 1660 року. До них наприкінці 1659 року також було додано поновлений Іркліївський полк.
Після Чуднівської угоди стався фактичний розкол козацької держави на два гетьманати: Правобережний (на чолі з Юрієм Хмельницьким) та Лівобережний (на чолі з Якимом Сомком).

### 1660—1672
Сомко, задля посилення своїх сил, створив Кременчуцький (1661) та Зіньківський (1662) полки.
Незабаром настала доба правління Тетері та Брюховецького на правому та лівому березі Дніпра відповідно. Останній 1663 року провів адмінреформу у результаті котрої були ліквідовані Кременчуцький та Іркліївський полки, а з Ніжинського виокремились Глухівський (скасований 1665 року), Стародубський та Сосницький.
Зрештою у 1665 році до влади приходить Петро Дорошенко й починає боротьбу за об'єднання українських земель. Андрусівське перемир'я та послідуючий поділ козацьких теренів поміж Річчю Посполитою та Московським царством викликав антимосковське повстання на Лівобережжі. У підсумку Брюховецького фізично усунули й під булавою Дорошенка опинились правобережні та південні полки лівобережжя. Північні полки підтримали Многогрішного. Станом на 1669 рік: Військо Запорозьке:
|  | Чигиринський полк    |  | Черкаський полк    |
|  | Канівський полк      |  | Корсунський полк   |
|  | Білоцерківський полк |  | Уманський полк     |
|  | Брацлавський полк    |  | Лубенський полк    |
|  | Паволоцький полк     |  | Зіньківський полк  |
|  | Полтавський полк     |  | Миргородський полк |

Сіверщина:
|  | Київський полк     |  | Переяславський полк |
|  | Стародубський полк |  | Прилуцький полк     |
|  | Ніжинський полк    |  | Чернігівський полк  |

Відсутній Кальницький полк котрий у наслідок занепаду було об'єднано з Брацлавським.
Після Многогрішного, котрого відправили на московські катівні, гетьманом лівобережного гетьманату було обрано Самойловича. За його часів усі полки Лівобережжя було підпорядковано васалітету Москви, їх чисельність (10) залишилася сталою до 1775го року, коли було анексовано Полтавський полк. Решта формально проіснували до 1781го — часу скасування полкового устрою гетьманату.

#### Лівобережний гетьманат з 1672 року
|  | Гадяцький полк     |  | Переяславський полк |
|  | Київський полк     |  | Полтавський полк    |
|  | Лубенський полк    |  | Прилуцький полк     |
|  | Миргородський полк |  | Стародубський полк  |
|  | Ніжинський полк    |  | Чернігівський полк  |

## Полки Правобережжя 1669—1712
Після Андрусівського перемир'я і поділу українських земель між Московською державою та Річчю Посполитою, козацькі полки у Правобережній Україні, яка відійшла до складу Польщі, у 1670–1680-х роках були поступово ліквідовані. Серед них:
1. Білоцерківський полк;
2. Брацлавський полк;
3. Вінницький полк;
4. Корсунський полк;
5. Канівський полк;
6. Могилівський полк;
7. Паволоцький полк;
8. Уманський полк;
9. Черкаський полк;
10. Чигиринський полк.

У 1685 р. сейм Речі Посполитої відновив козацький устрій на Правобережжі.
У 1684—1685 роках під керівництвом С. Палія у Правобережжі було відновлено Фастівський та Богуславський, а згодом Корсунський та Брацлавський полки.
У 1704 р. на правобережжі створено Чигиринський, Уманський та Могилівський полки. Центром правобережного козацтва було місто Біла Церква.
На початку 1711 р. частина полків підтримала гетьмана Пилипа Орлика у його поході на Правобережну Україну.
У 1711—1712 роках, внаслідок угоди між Московією і Польщею, за наказом російської влади більшу частину козаків та цивільних мешканців було переселено на Лівобережжя, а правобережні полки ліквідовано.

## Реорганізація козацьких полків
Ще від 1764-го року з Полтавського, Бахмутського полків та запорожців, з повненням сербинами, рекрутували пікінерію.
У процесі ліквідації автономії Гетьманщини указом від 16 вересня 1781 року її полково-сотенний устрій було знищено, існування Другої Малоросійської колегії добігало кінця. На території козацького управління створили три намісництва, а з решти козацтва (наказом від 28.06.1783) сформували сім легко-кінних полків:
- Глухівський (з частини Ніжинського 1783 — після 1917)
- Лубенський (однойменний козацький з чотирма сотнями Прилуцького 1783—1789)
- Переяславський (однойменний козацький з восьма сотнями Лубенського 1783—1796)
- Ніжинський (1783—1800)
- Софійський (з Прилуцького та Ніжинського 1783—1800)
- Стародубський (1783 — після 1917)
- Тверський (переважно з Київського та Переяславського, 1783—1796)

До того ж три полки легкої кінноти було утворено ще раніше директивою від 1 травня 1779 з гетьманських найманих компанійців XVIII ст., склад яких пізніше було поповнено козацтвом:
- Київський (поповнення з Гадяцького та Лубенського, 1779 — після 1917)
- Сіверський (поповнення з Миргородського та Гадяцького, 1779—1833)
- Чернігівський (поповнення з однойменного козацького, 1779—1833)[8]

Надалі їх було інкорпоровано до РІА на базі козацьких початково утворивши кірасирські, а на основі компанійських драгунські полки. На час подій Української революції продовжували існувати лише три полки що своєю історією сягали часів Хмельницького — 9-й гусарський та 6-й і 12-й драгунські. Кадри двох з них увійшли до складу війська УНР, а Глухівський драгунський, що станом на 1917-й був значно укомплектований росіянами, було розформовано на Волині в січні 1918-го.

## Межі Гетьманщини і її полковий устрій у різні періоди

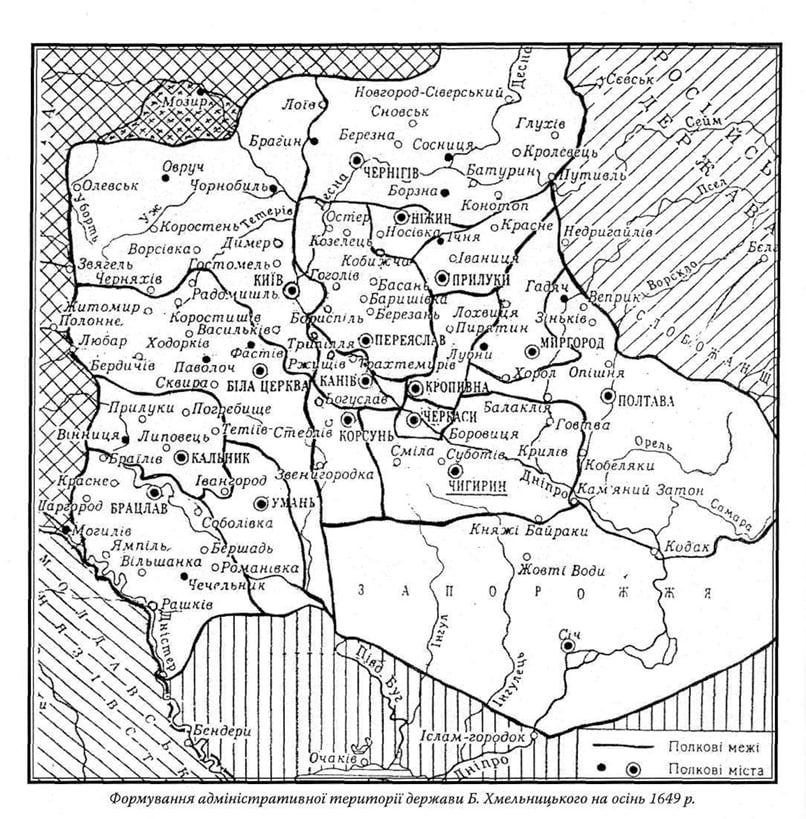
Гетьманщина в 1649 році
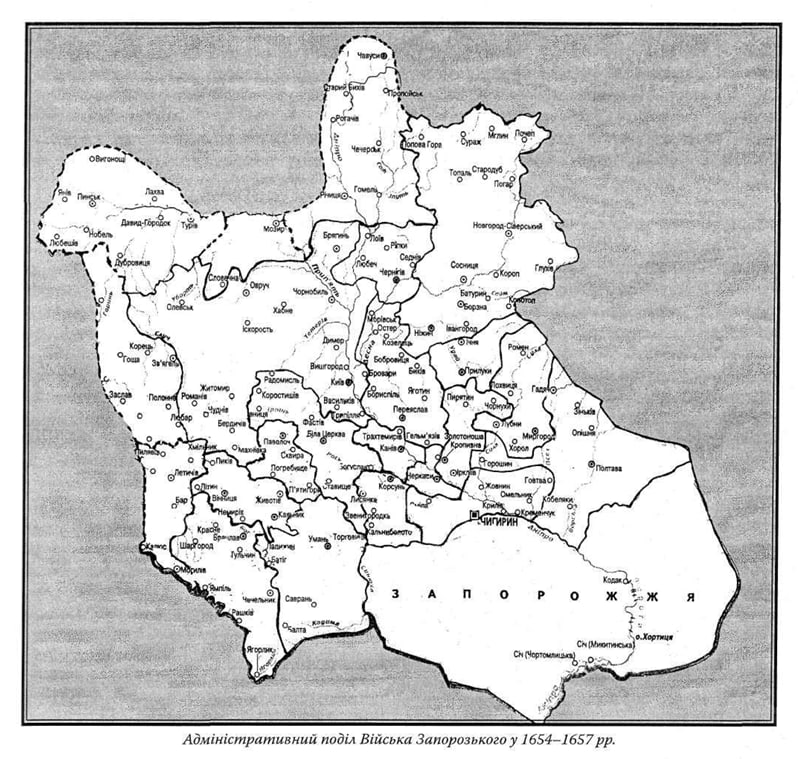
Гетьманщина в 1654-1657
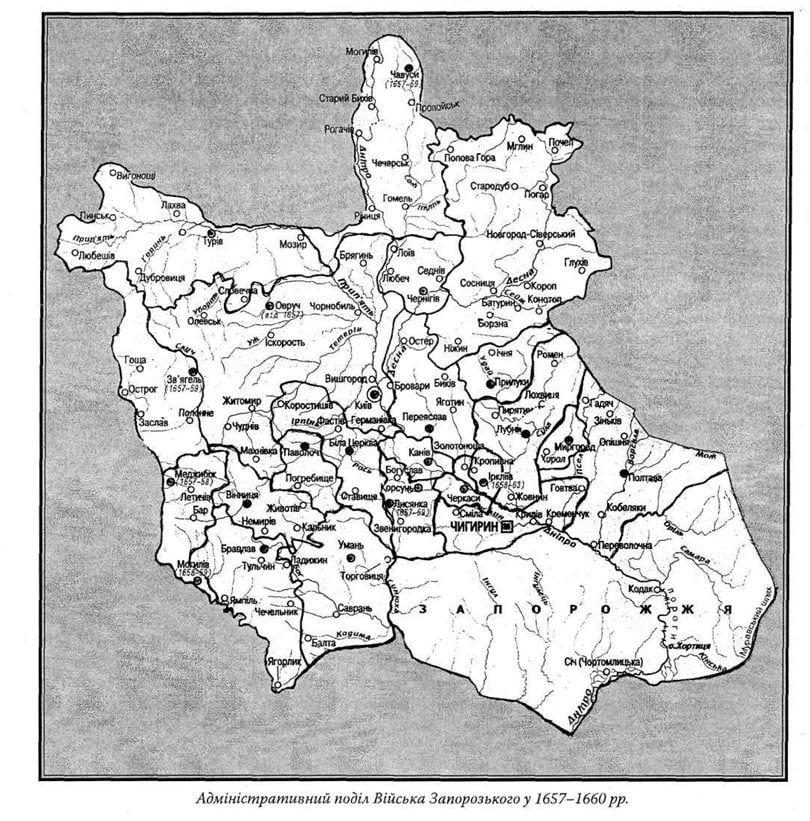
Гетьманщина в 1657-1660
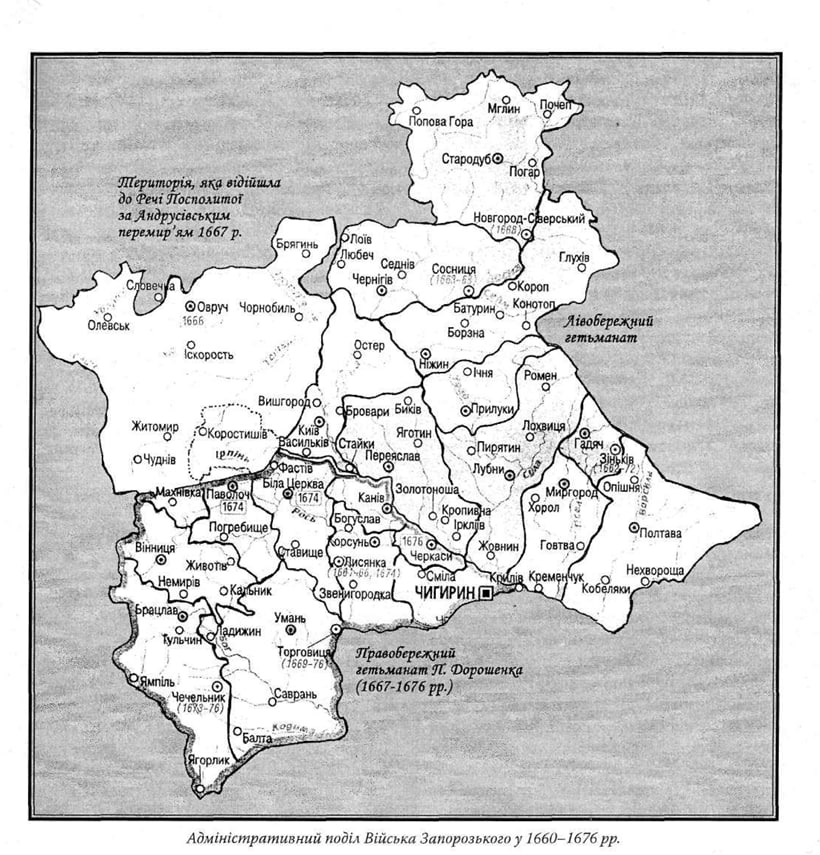
Гетьманщина в 1660-1676